# Atrichum attenuatum
Atrichum attenuatum là một loài rêu trong họ Polytrichaceae. Loài này được (Bruch & Schimp.) Venturi mô tả khoa học đầu tiên năm 1899.